# Rally UHC Cycling (Frauenteam)/Saison 2019
Dieser Artikel beschreibt die Mannschaft und die Siege des Frauenradsportteams Rally UHC Cycling in der Saison 2019.

## Mannschaft
| Teamkader 2019          | Teamkader 2019    | Teamkader 2019     | Teamkader 2019               |
| Name                    | Geburtsdatum      | Land               | Vorheriges Team              |
| ----------------------- | ----------------- | ------------------ | ---------------------------- |
| Erica Allar             | 5. November 1985  | Vereinigte Staaten | Colavita–Fine Cooking (2015) |
| Sara Bergen             | 6. Dezember 1988  | Kanada             |                              |
| Allison Beveridge       | 1. Juni 1993      | Kanada             |                              |
| Kelly Catlin            | 3. November 1995  | Vereinigte Staaten |                              |
| Kristabel Doebel-Hickok | 28. April 1989    | Vereinigte Staaten | Cylance (2018)               |
| Gillian Ellsay          | 26. März 1997     | Kanada             | Colavita-Bianchi (2017)      |
| Heidi Franz             | 14. Januar 1995   | Vereinigte Staaten |                              |
| Megan Heath             | 27. März 1999     | Vereinigte Staaten |                              |
| Kirsti Lay              | 7. April 1988     | Kanada             | SAS-Mazda-Macogep (2015)     |
| Katherine Maine         | 22. November 1997 | Kanada             |                              |
| Abigail Mickey          | 3. Juli 1990      | Vereinigte Staaten | Colavita-Bianchi (2017)      |
| Summer Moak             | 3. Juni 1999      | Vereinigte Staaten |                              |
| Sara Poidevin           | 7. Mai 1996       | Kanada             |                              |
| Emma White              | 23. August 1997   | Vereinigte Staaten |                              |
| Megan Jastrab           | 29. Januar 2002   | Vereinigte Staaten |                              |
|                         |                   |                    |                              |
| Quelle: UCI             |                   |                    |                              |

## Siege
| Siege  | Siege                                        | Siege              | Siege  | Siege       | Siege |
| Datum  | Rennen                                       | Staat              | Klasse | Siegerin    |       |
| ------ | -------------------------------------------- | ------------------ | ------ | ----------- | ----- |
| 2. Mai | Tour of the Gila (Frauenradsport), 2. Etappe | Vereinigte Staaten | 2.2    | Heidi Franz |       |